# Calvillo (Aguascalientes)
Pour les articles homonymes, voir Calvillo.
Calvillo est une municipalité de l'État d'Aguascalientes, au Mexique. Elle couvre une superficie de 931,26 km2 et compte 56 048 habitants en 2015.